# Cleandro (tirano de Gela)
Cleandro foi um tirando de Gela. Ele tornou-se tirano após um período de oligarquia, e governou por sete anos, até ser assassinado em 498 a.C.

## Família
Cleandro era filho de Pantares, e tinha um irmão chamado Hipócrates. Hipócrates tinha dois filhos, Eucleides e Cleandro.

## Tirania
Cleandro tornou-se tirano em 504 a.C.. Ele governou por sete anos, até ser assassinado, em 497 a.C., por um homem de Gela chamado Sabyllos.

## Sucessão
Seu sucessor foi seu irmão Hipócrates. Este também governou por sete anos, até morrer em Hibla em uma expedição contra os siquelianos. Gelão, um descendente do sacerdote Telines, que havia se destacado como guerreiro e tinha o comando da cavalaria, sob o pretexto de proteger os filhos de Hipócrates, Eucleides e Cleandro, tomou o poder e se tornou tirano. Gelão, em seguida, conquistaria Siracusa, e seria o principal general na guerra contra os cartagineses.